# Топільницька сільська рада
Топільницька сільська рада — орган місцевого самоврядування у Старосамбірському районі Львівської області. Адміністративний центр — село Топільниця.

## Загальні відомості
Топільницька сільська рада утворена в 1939 році. Водоймища на території, підпорядкованій даній раді: річка Топільничанка.

## Населені пункти
Сільській раді підпорядковані населені пункти:
- с. Топільниця
- с. Недільна

## Склад ради
Рада складається з 16 депутатів та голови.

### Керівний склад попередніх скликань
| ПІБ                       | Основні відомості                                                 | Дата обрання | Дата звільнення |
| ------------------------- | ----------------------------------------------------------------- | ------------ | --------------- |
| Маслей Михайло Стасійович | Сільський голова, 1952 року народження, безпартійний              | 26.03.2006   | 31.10.2010      |
| Голубець Василь Іванович  | Сільський голова, 1954 року народження, освіта вища, безпартійний | 31.10.2010   |                 |

Примітка: таблиця складена за даними джерела